# Expertic

Logotipo de Expertic

Expertic® fue la marca de una asociación de empresas en la antigua República Democrática Alemana, cuyo objetivo era impulsar variados productos de las empresas de artes y oficios (Kunsthandwerkbetriebe), para proteger los derechos de los productores locales.
Los productos que poseen el logotipo de color rojo de Expertic todavía se consideran artículos de colección en la actualidad.
La marca estuvo registrada desde el año 1968 para la Asociación de marcas artesanas de artes y oficios (Warenzeichenverband für Kunsthandwerk und Kunstgewerbe e.V.) de la RDA en Olbernhau y dejó de existir el 29 de agosto de 1995.
Desde abril de 2004, los derechos del nombre pertenecen a la empresa Schulte Kunstgewerbe-International GmbH & Co y están registrados en la Oficina Alemana de Patentes y Marcas.

## Enlaces web
- Oficina Alemana de Patentes y Marcas (Se puede acceder después de ingresar el nombre de la marca)
- Adhesivo con logotipo de la época (Wikipedia en alemán)